# Будуар

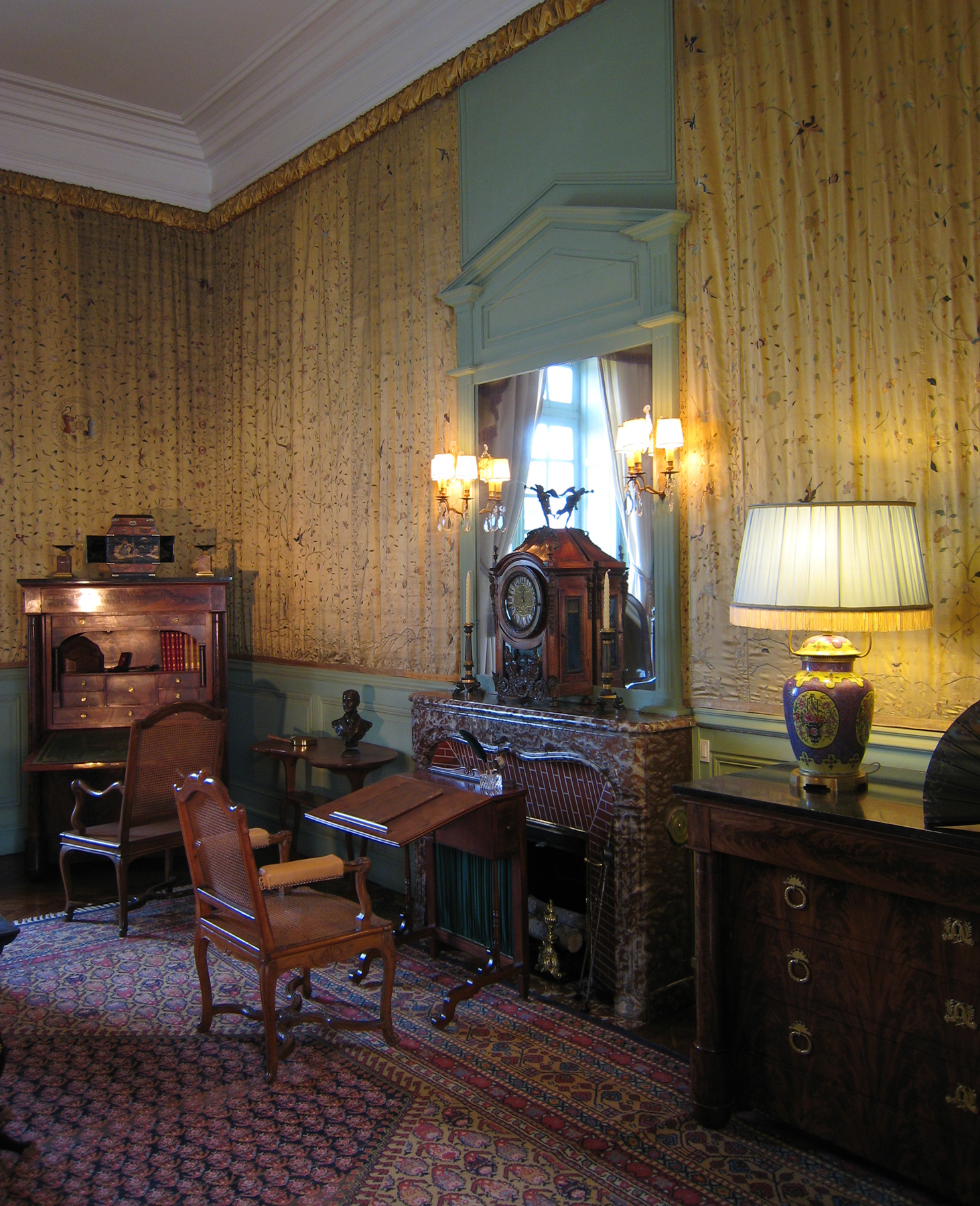
Будуар у замку Шеверні (департамент Луар і Шер, Франція

Будуа́р (фр. boudoir, від bouder — «сердитися», «дутися»; тобто «кімната для сердитих») — невелика, вишукано мебльована і оформлена кімната (вітальня) дівчини або жінки. Спочатку — вітальня заможної жінки (господині дому) для неофіційних прийомів. «Будуаром» також називалася обстановка будуару, вишукана поличка або столик для косметики або прикрас.
Будуар можна вважати аналогом кабінету для чоловіка. Розміщувався зазвичай між салоном і спальнею. Виконував роль туалетної кімнати (місця для макіяжу тощо) і місця відпочинку господині дому. 
Перші будуари виникли у французьких палацах в XVIII сторіччі. У той час з'явився і сам термін «будуар». Будуар історично склався як частина кімнат, що належать жінці, для купання, одягання. У пізніші періоди будуари використовували також для сексу. Будуари були повсюдними у періоди рококо, класицизму і романтизму. Мода на будуари протрималася до XIX сторіччя, хоча ще й на початку XX сторіччя вони були присутні у багатших апартаментах.
В Україні будуари з'явилися в інтер'єрах палаців наприкінці XVIII століття. Широкого розповсюдження набули у міських особняках другої половини XIX — початку XX століття.